# 上島ジェーン
『上島ジェーン』（うえしまジェーン）は、2009年公開の日本のモキュメンタリー・コメディ映画。監督：マッコイ斎藤、主演：上島竜兵（ダチョウ倶楽部）。2014年に公開された続編『上島ジェーン ビヨンド』についてもこの項目で記述する。
お笑い芸人・上島竜兵が本人役をつとめ、未経験の状態からサーフィンに挑む様子がテレビバラエティ風のタッチで描かれる。タイトルは『稲村ジェーン』のパロディである。上島は、正続編の両作品で第24回東京スポーツ映画大賞（2015年）主演男優賞を受賞した。

## 上島ジェーン
2009年5月9日公開。上島竜兵の初主演映画で、後輩のお笑い芸人である有吉弘行とともに本人役をつとめた。第19回東京スポーツ映画大賞（2010年）で「特別作品賞」を受賞。

### ストーリー
47歳のお笑い芸人・上島は後輩芸人の有吉を誘い、フォルクスワーゲン・ビートルを駆って日本有数のサーフスポットである千葉県・志田下へ向かう。有吉は「どうしてサーフィンを始めたくなったんですか?」とたずねるが、上島は「有吉、人間は何のために生きてるのかわかるか?」「俺は地球を感じたい」などと答え、要領を得ない。有吉が「モテたいだけでしょう?」と喝破するが、上島はかたくなに否定する。
道具を揃えた2人は、地元のサーファー・通称「番長」たちと出会い、基本姿勢などのレクチャーを受けるが、波を恐れた上島は「今日は鼻炎がひどい」などと言ってむずかり始め、何日経っても海に出ようとしない。上島は留学先のアメリカから帰省中の女子大生・渚に一目惚れし、練習もそこそこに自動車をレンジローバーに新調して食事に誘うようになる。一方、有吉は熱心にサーフィンに取り組み、2人の腕前に大きな開きができる。
滞在中のある日、上島と有吉は高波をものともせず乗りこなす「トクちゃん」を目撃する。有吉はトクちゃんに触発されて高波に挑むが、うまくいかない。上島はそんな有吉を「下手だなあ」とあざ笑う。激昂した有吉が上島を「陸サーファーのくせに」となじり、激しい取っ組み合いとなる。
志田下は護岸工事や海流変化の影響のために地形が変わり、サーフィンに適した波や砂浜が消滅しかねない環境問題を抱えていた。上島と有吉は一宮町役場で開かれる、サーファーによる海岸環境保全団体「日本の海岸環境を守る会」の会議に参加することを許されるが、退屈した上島は途中で退席してしまう。さらにサーフィンに飽きた上島は番長たちの浮かぶ海の近くを水上オートバイで走り回り、大顰蹙を買う。改心した上島はようやくサーフィンの練習に本気になる。
渚がアメリカに帰ることを上島に告げる。渚がアメリカへ発つ日、上島は渚の前で、初めてボードの上に立つことに挑むが、高波にさらわれて行方不明になる。有吉は「人間、カッコつけると死ぬんだなあ」とつぶやき、上島の遺影を抱いて、霊柩車で東京に帰る。

### キャスト
- 上島竜兵
- 有吉弘行 ※ナレーターを兼務
- ミーナ：清宮佑美
- 渚（ミーナの妹）：渡辺奈緒子
- マリ：南まりか
- 番長：鵜澤清永
- テッペー（サーフボード職人）：森山鉄兵
- ナオキ：深沢直樹
- トクちゃん（伝説のサーファー）：徳田昌久
- ショップ店長：稲葉泰宗
- 芝本聖子（「日本の海岸環境を守る会」会長、※クレジットなし）

### スタッフ
- 監督：マッコイ斎藤
- 企画：マッコイ斎藤
- 脚本：藤谷弥生
- 水中撮影：内田亮次
- VE・音声：斉藤貴臣
- 編集：増田直人
- MA：阿世知貴彦
- 音効：石見知哉
- スタイリスト：小松原久美子
- ヘアメイク：久野友子（MARVEE）
- スチール：藤本伸吾
- アートディレクター：竹山雄平
- 監督助手：阿部さちよ、永井美奈子、菊池ピン子
- アシスタントプロデューサー：二階堂めぐみ
- プロデューサー：重成静香（太田プロダクション）、家子満（太田プロダクション）、井本直樹（ポニーキャニオン）、鈴木寿裕（ポニーキャニオン）
- エグゼクティブプロデューサー：大柳英樹（ポニーキャニオン）
- 制作協力：太田プロダクション、SHO-GUN
- 製作著作：ポニーキャニオン

## 上島ジェーン ビヨンド
『上島ジェーン ビヨンド』（うえしまジェーン ビヨンド）は、2014年4月26日公開の日本映画。『上島ジェーン』の続編。タイトルは『アウトレイジ ビヨンド』のパロディである。前作のラストで上島竜兵が死亡した、という設定は本作冒頭の有吉弘行の発言で取り消され、なかったことになっている。

### ストーリー（第2作）
2013年。前作以降、有吉は人気タレントとして多忙になった。サーフィンのおかげで「仕事も波に乗れた」と豪語する有吉は、仕事が減りつつある先輩芸人の上島に再びサーフィンに挑ませ、仕事の復調につなげてもらおうと、上島のトリオの相方である肥後に新たな相棒役を託す。上島は肥後に連れられ、千葉県・志田下に向かう。上島は前作の自身の態度を棚に上げ、肥後に対し、「女にモテようとするなよ」と釘を刺す。
上島は前作のサーファーたちと再会したのに加え、「有吉の後輩」を自称する通称「シゲ」と出会う。シゲを後輩芸人と思い込んだ上島は厳しく当たるが、その正体はプロサーファーで、海で見事なサーフテクニックを見せたため、上島は態度を一変させる。
上島と肥後は偶然、休暇中の後輩芸人・大久保や、その知人の女性タレント・安藤と希志に会う。希志に一目惚れした上島は、3か月後に志田下で開かれる45歳以上限定のシニア大会の参加を目指すことに決めるが、希志に恋人がいることを知った上島は急速にやる気を失う。また、上島は地元の小料理屋のママに惚れ込み、通いつめるうち、練習をサボって店の出前持ちとして働くようになる。
シニア大会の参加者が伸び悩み、主催者のサーファー・通称「番長」らは集客のアイデアを上島に乞う。上島は「ゲストとして映画監督と人気アイドルをコネで呼ぶ」とうそぶき、大金を受け取る。このゲストとは後輩タレントの品川と野呂のことだった。権利ビジネスで儲けようともくろんだ上島は秋元康のコスプレで現れ、品川らにご当地アイドルユニット「九十九里ッターズ」の結成を指示する。野呂、安藤、地元のキャバクラ嬢・リナ、そして本作のスタッフである宮田がメンバーに選出される。宮田の歌唱力と中森明菜のものまねに感服した上島は宮田をセンターに抜擢する。こうして上島はサーフィンの練習を一切しなくなっていく。肥後は猛特訓の末にボードの上に立つことができるようになる。
小料理屋のママにさとされた上島は、心を入れ替えて練習に打ち込む。大会当日、海に入ろうとしていた上島は突然警察に逮捕・連行される。上島がママに頼まれて運んでいた出前の中身は覚醒剤であり、知らないうちに運び屋として利用されていたのだった。一同は上島を連れて去っていくパトカーを冷ややかに見送った。

### キャスト（第2作）
- 上島竜兵
- 肥後克広
- 大久保佳代子
- 品川祐
- 清宮佑美[1]
- 野呂佳代
- 安藤あいか
- 希志あいの
- リナ（キャバクラ嬢→九十九里ッターズメンバー）：結城リナ
- シゲ：市東重明
- 番長：鵜澤清永
- 鉄兵：森山鉄兵
- ナオキ：深沢直樹
- 有吉弘行
- 小料理屋のママ：森川玲
- キャバクラ嬢：高山えみり、西村麻依、白沢マリナ
- タクマ（希志の彼氏）：鵜澤一生
- 宮田綾子（監督助手兼九十九里ッターズメンバー、※キャストクレジットなし）

### スタッフ（第2作）
- 監督：マッコイ斎藤
- 企画：マッコイ斎藤
- 脚本：藤谷弥生
- 音楽：Face 2 fAKE
- 撮影：清水利彦
- 水中撮影：内田亮次
- 音声：中川茂
- 編集：増田直人
- MA：坪井翔太
- 音効：石見知哉
- スタイリスト：小松原久美子
- ヘアメイク：一山あい子、本田弓子
- アートディレクター：竹山雄平
- 挿入歌「波の数だけI need you」作詞：Maccoi 作曲：Face 2 fake 歌：九十九里ッターズ
- エンディング曲「ちっちゃい奴の話」歌：結城リナ
- 振り付け：R2 CREATIVE RYONRYON
- 監督助手：武田敦子、宮田綾子、石川友里子、鈴木はるか
- ラインプロデューサー：白坂亮介
- 協力プロデューサー：重成静香（太田プロダクション）、家子満（太田プロダクション）、田中祐士（太田プロダクション）
- プロデューサー：鈴木寿裕（ポニーキャニオン）
- エグゼクティブプロデューサー：男全修二（ポニーキャニオン）、井本直樹（ポニーキャニオン）
- 協賛：共同船舶株式会社
- 制作協力：太田プロダクション、SHO-GUN
- 製作著作：ポニーキャニオン